# Rosario del Tala
Rosario del Tala è una città dell'Argentina, situata nella provincia di Entre Ríos.